# Данилов, Алексей Семёнович
Алексе́й Семёнович Дани́лов (16 января 1926, Саратовская губерния, СССР — 16 мая 2009, Петровск, Саратовская область, Россия) — рабочий Петровского электромеханического завода «Молот» Министерства судостроительной промышленности СССР (Саратовская область), Герой Социалистического Труда (1971).

## Биография
Родился в 1926 году в Саратовской губернии (на территории современной Саратовской области). По национальности русский.
После начала Великой Отечественной войны трудоустроился на эвакуированный из Москвы в город Петровск завод точной электромеханики № 251 Наркомата оборонной промышленности СССР. За успешное создание и производство новой техники, досрочное выполнение плана 7-й семилетки (1959—1965) Петровский электромеханический завод «Молот» награждён орденом Трудового Красного Знамени, А. С. Данилов как передовик производства также был награждён этим орденом.
«Закрытым» указом Президиума Верховного Совета СССР от 26 апреля 1971 года «за выдающиеся заслуги в выполнении заданий пятилетнего плана» удостоен звания Героя Социалистического Труда с вручением ордена Ленина и золотой медали «Серп и Молот».
Избирался депутатом Петровского городского Совета депутатов трудящихся. Жил в Петровске, где умер 16 мая 2009 года.
Награждён орденами Ленина (26.04.1971), Трудового Красного Знамени (25.07.1966), медалями.